# نيراج شوبرا
نيراج شوبرا (مواليد 24 ديسمبر 1997) هو رامي رمح هندي، فاز بالميدالية الذهبية في أولمبياد 2020.